# Гончар Володимир Володимирович
Гончар Володимир Володимирович Кандинат медичних наук,дитячий хірург 
.Народився 7 листопада 1971 року в смт Фрунзівка Одеської області.

## Освіта та кар'єра
В 1996 році з відзнакою закінчив Одеський державний медичний університет. За час навчання активно брав участь у науковій діяльності, мав 6 друкованих наукових студентських праць. Був рекомендований Вченою радою Одеського державного медичного університету до продовження наукової діяльності.
В 1996 році поступив на навчання в аспірантуру на кафедру дитячої хірургії Національної медичної академії післядипломної освіти імені П.Л.Шупика.
В 1999 році після закінчення аспірантури прийнятий на роботу в Національну медичну академію післядипломної освіти імені П.Л.Шупика на кафедру дитячої хірургії асистентом кафедри.
В 2000 році захистив дисертацію на тему “Хірургічне лікування ускладнених форм хвороби Гірсшпрунга у дітей” та отримав ступінь кандидата медичних наук.
З 2000 року займається лікуванням цільової групи дітей - діти з порушеннями функцій промежини при вроджених вадах розвитку нервової трубки.
В 2003 році був співавтором батьківського посібника, що був виданий за допомогою ОМНІ мережі [Архівовано 5 червня 2022 у Wayback Machine.].
З початку 2000 років активно займається діагностикою та лікуванням проктологічних, урологічних та промежинних порушень у дітей, які виникли з причини Spina Bifida.
| В 2016 році розробив новий метод хірургічного лікування промежинних порушень у дітей із Spina Bifida. Патенти України: - “СПОСІБ МОДЕЛЮВАННЯ ПАТОМОРФОЛОГІЧНИХ ЗМІН, ЩО СУПРОВОДЖУЮТЬ ПОРУШЕННЯ ФУНКЦІЙ АНОРЕКТАЛЬНОЇ ДІЛЯНКИ ТА БЕЗПОСЕРЕДНЬО ПРЯМОЇ КИШКИ, ЯКІ ВИКЛИКАНІ ПАТОЛОГІЄЮ ОРГАНІВ НЕРВОВОЇ СИСТЕМИ ПРИ SPINA BIFIDA (В ЕКСПЕРИМЕНТІ), №107573”, - “ СПОСІБ ХІРУРГІЧНОГО ЛІКУВАННЯ ФУНКЦІОНАЛЬНИХ ТА СТРУКТУРНИХ РОЗЛАДІВ АНОРЕКТАЛЬНОЇ ДІЛЯНКИ ТА БЕЗПОСЕРЕДНЬО ПРЯМОЇ КИШКИ У ЩУРІВ ПІСЛЯ МОДЕЛЮВАННЯ ПАТОЛОГІЧНИХ ЗМІН, ЯКІ ВИКЛИКАНІ АНОМАЛІЄЮ ОРГАНІВ НЕРВОВОЇ СИСТЕМИ ПРИ SPINA BIFIDA (В ЕКСПЕРИМЕНТІ), №118930” - “СПОСІБ ХІРУРГІЧНОГО ЛІКУВАННЯ ПРОМЕЖИННИХ ДИСФУНКЦІЙ У ДІТЕЙ З ПАТОЛОГІЄЮ НЕВРАЛЬНОЇ ТРУБКИ, №132270” |

На теперішній час загалом обстежено та проліковано більше 400 дітей. Прооперовано більше 50.

## Членство
Засновник та організатор "Асоціації дитячих лікарів хірургічних спеціальностей [Архівовано 17 травня 2022 у Wayback Machine.]" 
Співорганізатор та член редакційної колегії журналу "Хірургія дитячого віку" [Архівовано 31 травня 2022 у Wayback Machine.]

## Наукова робота
За час роботи опубліковано більше 30 праць, 6 патентів по актуальним питанням лікування дітей. Неодноразово брав участь та мав виступи на закордонних та Українських наукових заходах. Остання доповідь на конференції “THE INTERNATIONAL FEDERATION FOR SPINA BIFIDA AND HYDROCEPHALUS CONFERENCE ON MULTIDISCIPLINARY CARE” 15 вересня 2021 року. Тема доповіді: "Specifics of X-Ray Diagnostics of Anorectal Disorders in Children with Neural Tube Pathology" [Архівовано 27 вересня 2021 у Wayback Machine.]

## Наукові та навчально-методичні праці
1. Хвороба Гіршпрунга ускладнена значною  дилятацією ободової кишки. Клінічна хірургія. -№3. -2000.-С.27-30. Спів-автори: Данилов О.А. Юрченко М.І.  ,Рибальченко В.Ф.
2. Ірригація кишечнику у дитини з хворобою Гіршпрунга ускладненою ентероколітом. Клінічна хірургія. -№5. -2000.- С.59. Спів-автори: Данилов О.А. Юрченко М.І.  ,Рибальченко В.Ф.
3. Хірургічні помилки під час формування колостоми у дітей з хворобою Гіршпрунга. Клінічна хірургія. --№9. -2000. - С.55-56. Спів-автори: Данилов О.А. Юрченко М.І.  ,Рибальченко В.Ф.
4. Профілактика та лікування ентороколіту у дітей з хворобою Гіршпрунга. Лікарська справа.-№2.- 2000р.- С.69-72. Гончар В.В.
5. Діагностична тактика при ультракороткій формі хвороби Гіршпрунга у дітей. Матеріали науково-практичного  симпозіуму “Хірургічні аспекти захворювань кишечника у дітей”. – Чернівці, 2008. – С. 12-13.
6. Діагностика хронічних закрепів у дітей із Spina bifida. Сучасна педіатрія – 2009. - №2(24). – С. 142-147. Спів-автори: Данилов О.А. Горбатюк О.М.
7. Хірургічне лікування хронічних закрепів у дітей із Spina bifida. Сучасна педіатрія – 2009. - №4(26). – С. 137-142.
8. Хірургічне лікування дітей з абдомінальним  крипторхізмом. Хірургія дитячого віку – 2010.- №1(26).- т.VII.- С. 79-82. Спів-автори: Катба З.С. Горбатюк О.М. Мельниченко М.Л.
9. Фітопрепарати у комплексній терапії функціональних гастроінтестинальних розладів у дітей раннього віку. Сучасна педіатрія – 2011. - №1(35). – С. 160-164. Спів-автори: Ю.В.Марушко.
10. Особливості діагностики хронічного закрепу у дітей зі Spina bifida. Хірургія дитячого віку – 2012.- №1(26)/- С. 73-78.
11. Профілактика патологічного спайкоутворення та злукової кишкової непрохідності у дітей з ургентною абдомінальною хірургічною патологією. Галицький лікарський вісник. - 2016. - Т. 23, число 3(1). - С. 51-54.[4]
12. Сфінктеромієктомія за Lynn як ефективний метод лікування ультракоротких форм хвороби Гіршпрунга у дітей. Хірургія дитячого віку. - 2017. - № 3. - С. 100-102. Спів-автори: О. М. Горбатюк[5]
13. Підвищення ефективності хірургічної допомоги дітям з хворобою Гіршпрунга з огляду на сучасні діагностичні можливості. Хірургія дитячого віку. - 2017. - № 4. - С. 97-102. Спів-автори: О. М. Горбатюк[6]
14. Результати хірургічного лікування порушень функцій аноректальної ділянки у дітей з патологією невральної трубки. Українсько-Польська конференція “Дні дитячої хірургії” Ukraińsko-Polska konferencja “Dni chirurgji dzieciecej” Львів, 19-22 жовтня 2017 р. Lwiw, 19-22 października 2017 r.[7]
15. Хірургічне лікування дисфункцій промежини у дітей з патологією невральної трубки. Доповідь. ПРОГРАМА СЕКЦІЇ «ДИТЯЧА ХІРУРГІЯ» В рамках ХХІV з’їзду хірургів України, м. Київ, 26-28 вересня 2018 року

## Просвітня робота
Працюючи доцентом кафедри щорічно проводить навчання лікарів - дитячих хірургів України, на яких навчає сучасним підходам до діагностики та лікування. Щорічно навчання проходить до 100 лікарів хірургів та лікарів інших спеціальностей.
З 2018 року створив та підтримує вайбер спільноту у складі більше 300 осіб лікарів та батьків дітей із Spina Bifida.
Організував та провів три Батьківсько-Лікарські зустрічі на яких піднімалися актуальні питання по проблемам дітей з патологією невральної трубки. 